# Hajnal István
Hajnal István (Nagykikinda, 1892. július 3. – Budapest, 1956. június 16.) Széchenyi-díjas magyar történész, egyetemi tanár, az MTA tagja, a történelemtudományok doktora, a Magyar Nemzeti Múzeum és az Magyar Országos Levéltár tisztviselője.
Műveiben legfőképp az összehasonlító írástörténet problémáival és a technikai fejlődés társadalmi összefüggéseivel, a szociológia és a történelemtudomány kapcsolataival foglalkozott.

## Életpályája
Elzász-Lotharingiából 1813. táján a magyarországi Bánátba letelepedett család legkisebb fiú gyermekeként született. Apja Hajnal József Kaposvár főállatorvosa, anyja Karg Vilma volt. Négyen voltak testvérek: két fiú és két lány született a családba. A család eredeti neve Henlein volt.
Hajnal István elemi iskoláit Nagykikindán, illetve Mezőhegyesen kezdte, majd Kaposváron fejezte be, tanulmányai során a magyar mellett a németet is anyanyelvként tanulta. 1910-ben leérettségizett, majd a budapesti egyetem történelem-földrajz szakára iratkozott be, ahol többek között Marczali Henrik és Fejérpataky László is tanára volt, majd Lipcsében tanult. Tanulmányainak befejezése után a budapesti Kereskedelmi Akadémia és a bécsi Theresianische Akadémia magyar prefektusa lett.
Az első világháború alatt egy ideig katonáskodott, majd a világháború után Klebelsberg Kuno megbízásából részt vett a bécsi levéltári expedícióban, minek során a Kossuth emigráció törökországi történetéhez gyűjtötte az anyagot. Az e témáról készült kötete 1927-ben jelent meg.
1922-ben kötött házasságot, melyből egy gyermeke született. Később az Esterházy család levéltárosa lett, mely hivatását 1930-ig töltötte be. 1928-ban a Magyar Tudományos Akadémia levelező tagjává, majd 1939-től rendes tagjává választották. 1930-tól a budapesti egyetem újkori egyetemes történeti tanszékén tanított. 1931–1942 között pedig a Századok című folyóirat szerkesztője lett.
1949-ben több más sorstársával együtt kizárták az akadémia tagjai közül, 1950-ben pedig nyugdíjazták. 1956. június 16-án halt meg Budapesten, 63 éves korában.
1990-ben posztumusz Széchenyi-díjat kapott a magyar történettudományban végzett szociológiai és társadalomtörténeti összefüggések feltárásáért.

## Művei
- IV. Béla király kancelláriájáról (1914)
- Írástörténet és az írásbeliség felújulása korából (1921)
- A Kossuth emigráció Törökországban (1927)
- Egy magyar herceg ifjúkora Napoleon idején; Franklin Ny., Bp., 1927
- Metternich és Esterházy Pál; Egyetemi Ny., Bp., 1927
- Esterházy Miklós nádor lemondása (1929)
- Esterházy Miklós nádor iratai (1930)
- Az 1942 évi meghiúsult országgyűlés időszaka (1930)
- Az újkor története (1936)
- Történelem és szociológia; Egyetemi Ny., Bp., 1939
- A kis nemzetek történetírásának munkaközösségéről; Egyetemi Ny., Bp., 1942
- L'enseignement de l'écriture aux universités médiévales. Studia historica Academiae Scientiarum Hungaricae (7). Akadémiai Kiadó, Budapest, 1954
- A Batthyány-kormány külpolitikája (1957)
- "Méltó ez vajjon az emberi élethez?". Válogatás Hajnal István történelmi és szociológiai munkásságából; összeáll., bev. Novotnik Imre; Rajk László Szakkollégium, Bp., 1983
- A Batthyány-kormány külpolitikája; előszó, sajtó alá rend. Urbán Aladár; Gondolat, Bp., 1987 (Közös dolgaink)
- Technika, művelődés. Tanulmányok; vál., sajtó alá rend., bev., jegyz. Glatz Ferenc; História–MTA Történettudományi Intézete, Bp., 1993 (História könyvtár. Monográfiák)
- Hajnal István; vál., sajtó alá rend., bev., jegyz. Lakatos László; Új Mandátum, Bp., 2001 (Magyar panteon)
- Írásoktatás a középkori egyetemeken; bev. Z. Karvalics László, ford. Mezei Mónika; Gondolat, Bp., 2008 (Az információtörténelem klasszikusai)